# Radical 65
El radical 65, representado por el carácter Han 支, es uno de los 214 radicales del diccionario de Kangxi. En mandarín estándar es llamado　支部, (zhī bù, «radical “rama”»); en japonés es llamado 支部, しぶ　(shibu), y en coreano 지 (ji).

## Nombres populares
- Mandarín estándar: 支, zhī, «rama».
- Coreano: 지탱할지부, jitaenghal ji bu «radical ji-apoyar».
- Japonés:　十又（じゅうまた）, jūmata, «diez-de nuevo» (ya que se puede escribir poniendo el carácter «diez», 十, sobre el carácter «de nuevo», 又); 支繞（しにょう）, shinyō, «radical shi rodeando el carácter por la parte inferior e izquierda»; 枝繞（えだにょう）, edanyō, «“rama” rodeando el carácter por la parte inferior e izquierda».[1]
- En occidente: radical «rama».

## Galería
| Estilos antiguos                                 | Estilos antiguos                  | Estilos antiguos                        | Estilos antiguos                   | Estilos antiguos                   | Estilos empleados actualmente       | Estilos empleados actualmente  | Estilos empleados actualmente    | Estilos empleados actualmente   | Estilos empleados actualmente  |
|                                                  |                                   |                                         |                                    |                                    |                                     | 支                             | 支                               |                                 |                                |
| 甲骨文 jiǎgǔwén (escritura de huesos oraculares) | 金文 jīnwén (escritura de bronce) | 简帛 jiǎnbó (escritura de bambú y seda) | 篆文 zhuànwén (escritura de sello) | 篆文 zhuànwén (escritura de sello) | 隸書 lìshū (estilo de los escribas) | 楷書 kǎishū (estilo regular)   | 楷書 kǎishū (estilo regular)     | 行書 xǐngshū (estilo corriente) | 草書 cǎoshū (estilo de hierba) |
| 甲骨文 jiǎgǔwén (escritura de huesos oraculares) | 金文 jīnwén (escritura de bronce) | 简帛 jiǎnbó (escritura de bambú y seda) | 大篆 dàzhuàn (sello grande)        | 小篆 xiǎozhuàn (sello pequeño)     | 隸書 lìshū (estilo de los escribas) | 繁體／繁体 fántǐ (tradicional) | 简体／簡體 jiǎntǐ (simplificado) | 行書 xǐngshū (estilo corriente) | 草書 cǎoshū (estilo de hierba) |

## Caracteres con el radical 65

| trazos | carácter |
| ------ | -------- |
| + 0    | 支       |
| + 5    | 攱       |
| + 8    | 攲       |
| + 12   | 攳       |